# Amazophrynella javierbustamantei
Amazophrynella javierbustamantei é uma espécie de anfíbio anuro da família Bufonidae. Está presente no Peru.